# Arsenal (Warschau)

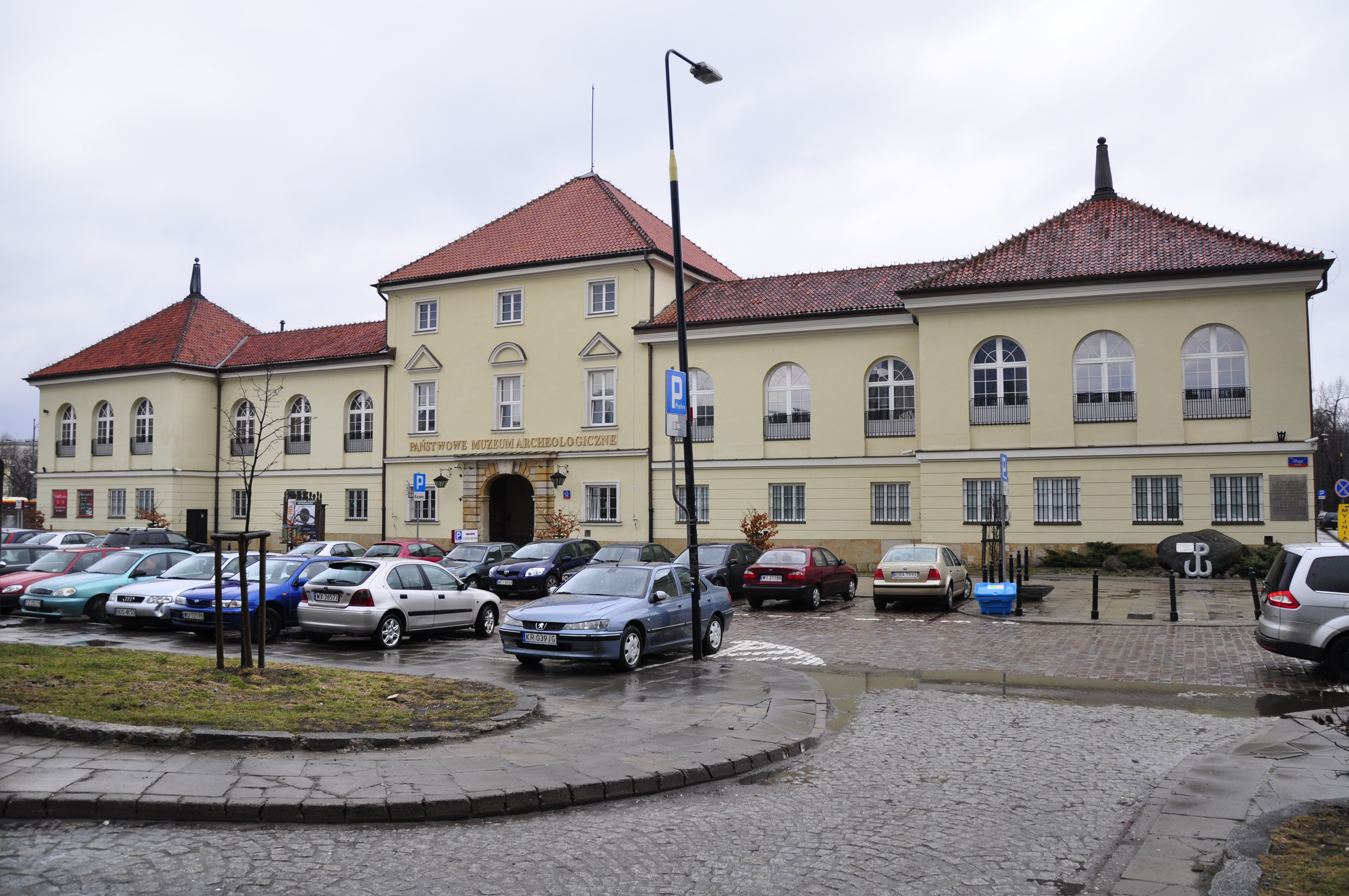
Arsenal im Frühjahr 2010 von der Długa-Straße (Süden) aus

Das Arsenal in Warschau (Arsenał Królewski w Warszawie) wurde als militärisches Arsenal-Gebäude errichtet. Es befindet sich in der Warschauer Długa-Straße unweit der historischen Altstadt. Das Bauwerk wurde in seiner rund 370-jährigen Geschichte zu vielfältigen Zwecken genutzt und mehrfach umgebaut. Derzeit beherbergt es das Archäologische Museum sowie ein Restaurant.

## Geschichte
Das quadratisch angelegte Gebäude mit Innenhof wurde in den Jahren 1638 bis 1643 auf Anweisung des Königs Władysław IV. Wasa als  Waffenlager errichtet. Das benötigte Grundstück wurde am 19. Mai 1638 erworben. Beaufsichtigt wurde der Bau des vermutlich auch von ihm entworfenen Gebäudes zunächst vom Kommandeur der polnischen Feldartillerie, General Paweł Grodzicki, später vom Artillerieoffizier und -Ingenieur Krzysztof Arciszewski. Die Bezeichnung „Arsenal“ erhielt das Gebäude in der zweiten Hälfte des 18. Jahrhunderts. Bis dahin wurde es als „Cekhauz“ bezeichnet – in Anlehnung an den deutschen Begriff „Zeughaus“. In seiner Anfangszeit war das Arsenal mit 95 Kanonen und 14 Mörsern ausgerüstet.
Das Gebäude ist ein vierflügeliger, annähernd quadratisch angeordneter Bau mit einem Innenhof. Das Torhaus liegt im Süden. Die Flügel waren zum Innenhof mit Arkaden und Galerien für die untergebrachten Geschütze versehen. Diese Arkaden sind heute vermauert. Die Dächer waren und sind mit roten Ziegeln gedeckt. Ursprünglich war die Anlage mit einem aus der heute nicht mehr existierenden Nalewka gespeisten wasserführenden Graben sowie zur Długa-Straße hin mit einem Palisadenzaun geschützt. Die Außenmauern waren verstärkt, um auch direkten Angriffen standzuhalten.
Später wurde das Gebäude mehrfach umgestaltet: 1752 bis 1757 von Joachim Daniel von Jauch und Johann Sigmund Deybel von Hammerau, 1779 bis 1782 von Simon Gottlieb Zug und Stanisław Zawadzki. 1935 bis 1938 gaben Bruno Zborowski und Andrzej Węgrzecki dem Bauwerk seine frühbarocke Form zurück. Die Restaurierungspläne wurden für den Wiederaufbau nach dem Zweiten Weltkrieg noch einmal verwendet.
Während der Warschauer Kämpfe im Rahmen des Kościuszko-Aufstandes war das Arsenal Schauplatz erbitterter Kämpfe zwischen russischen Besatzungstruppen und polnischen Freiheitskämpfern. Es wurde während dieser Kämpfe stark beschädigt und 1817 unter Wilhelm Heinrich Minter wieder aufgebaut.
Im Novemberaufstand war das Gebäude erneut umkämpft und 1835 zu einem Gefängnis der russischen Besetzer umgewidmet. Nachdem die Warschauer Zitadelle die Unterbringung der politischen Häftlinge übernommen hatte, wurden im Arsenal nur noch Kriminelle inhaftiert. Auch nachdem Polen 1918 wieder unabhängig geworden war, blieb das Arsenal eine Einrichtung der Polizei. 1934 wurde das Gebäude zum Stadtarchiv umgebaut.
Die Einnahme Warschaus durch die deutschen Truppen in 1939 überstand das Arsenal weitgehend unbeschädigt. Es wurde auch unter deutscher Besetzung weiterhin als Archiv genutzt. Am 26. März 1943 befreiten polnische Partisanen vor dem Gebäude den von der Gestapo verhafteten Untergrundkämpfer Jan Bytnar. Die Befreiungsaktion, die von Einheiten der „Grauen Reihen“ durchgeführt wurde, wurde als „Operation Arsenal“ bezeichnet. Während der Kämpfe des Warschauer Aufstandes war das Arsenal ein Stützpunkt von Einheiten der aufständischen Heimatarmee und entsprechend umkämpft. Nach Niederschlagung des Aufstandes wurde es von den deutschen Truppen komplett zerstört.
Im Jahr 1948 wurde der Wiederaufbau des Arsenals in seiner ursprünglichen Form aus dem 17. Jahrhundert beschlossen. Die Arbeiten, die 1950 abgeschlossen waren, wurden unter der Leitung von Bruno Zborowski durchgeführt. Seit 1959 befindet sich hier das Archäologische Museum.

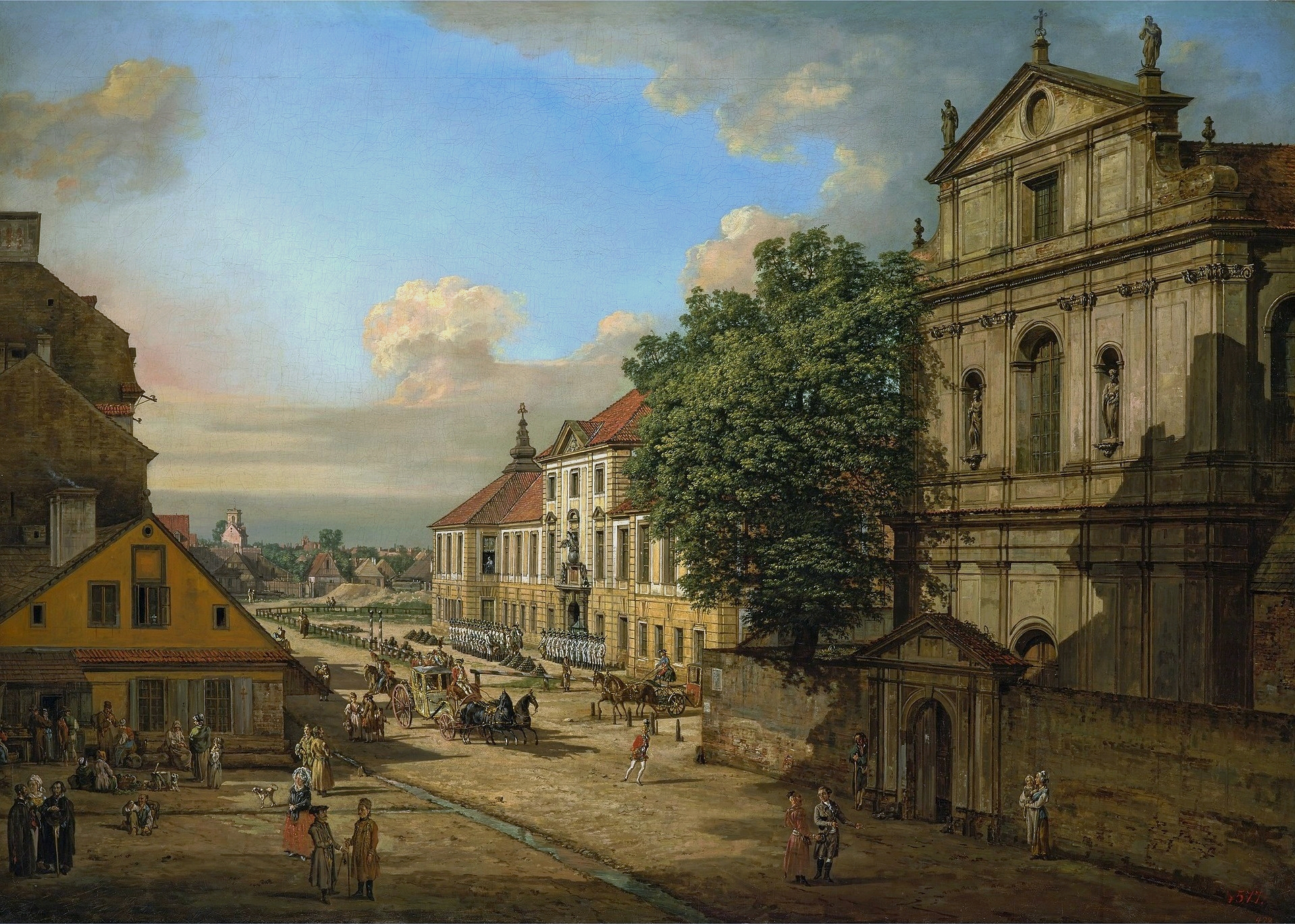
Auf einem Canaletto-Gemälde von 1775 von der Altstadt aus gesehen. Im Vordergrund die nicht mehr bestehende Brygidki-Kirche
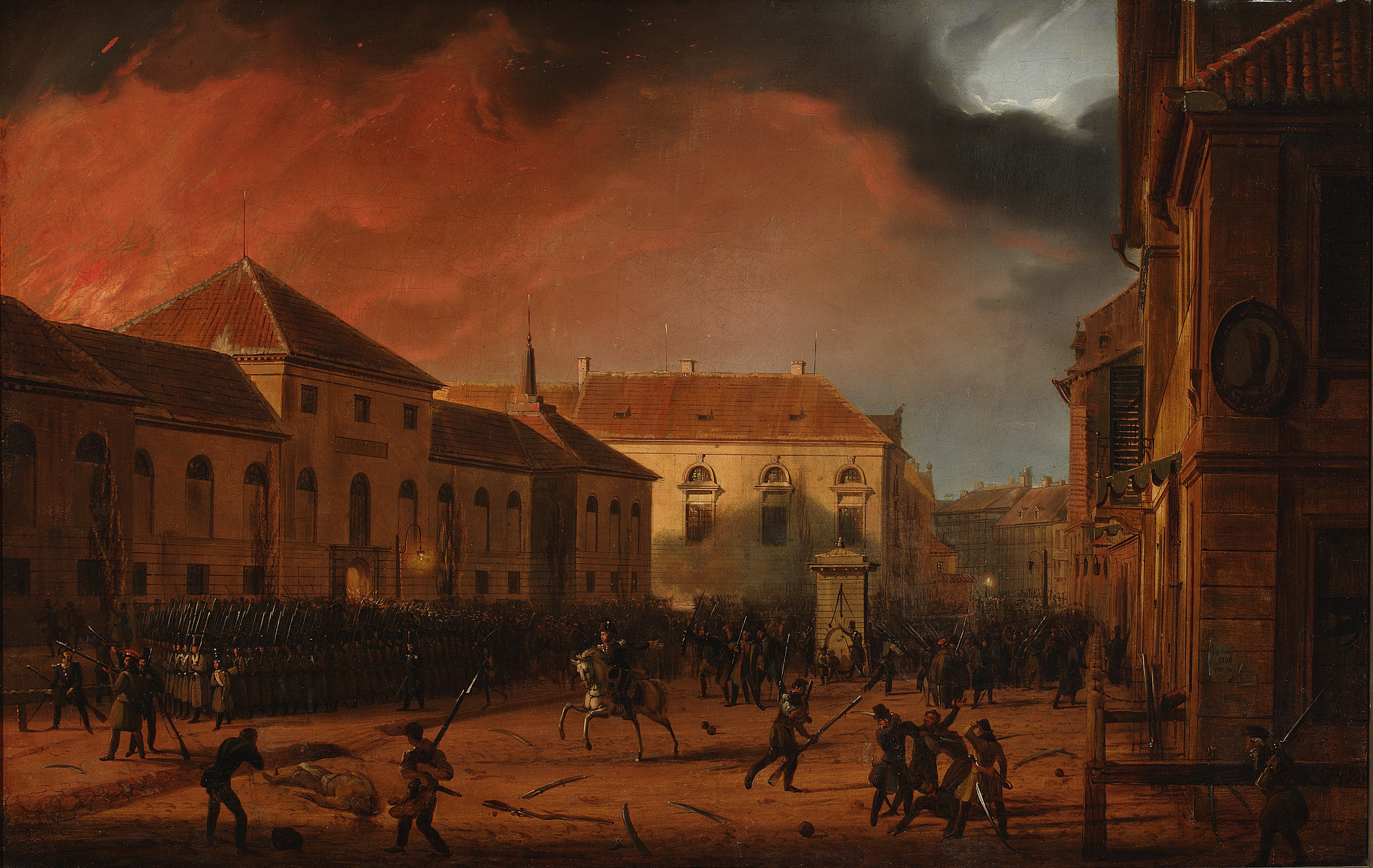
Erstürmung während des Warschauer Novemberaufstandes im Jahr 1830
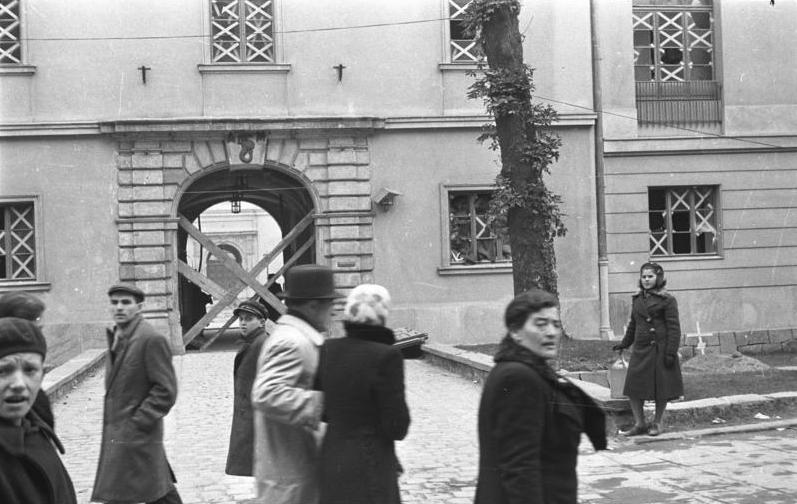
Zu Beginn des Zweiten Weltkrieges
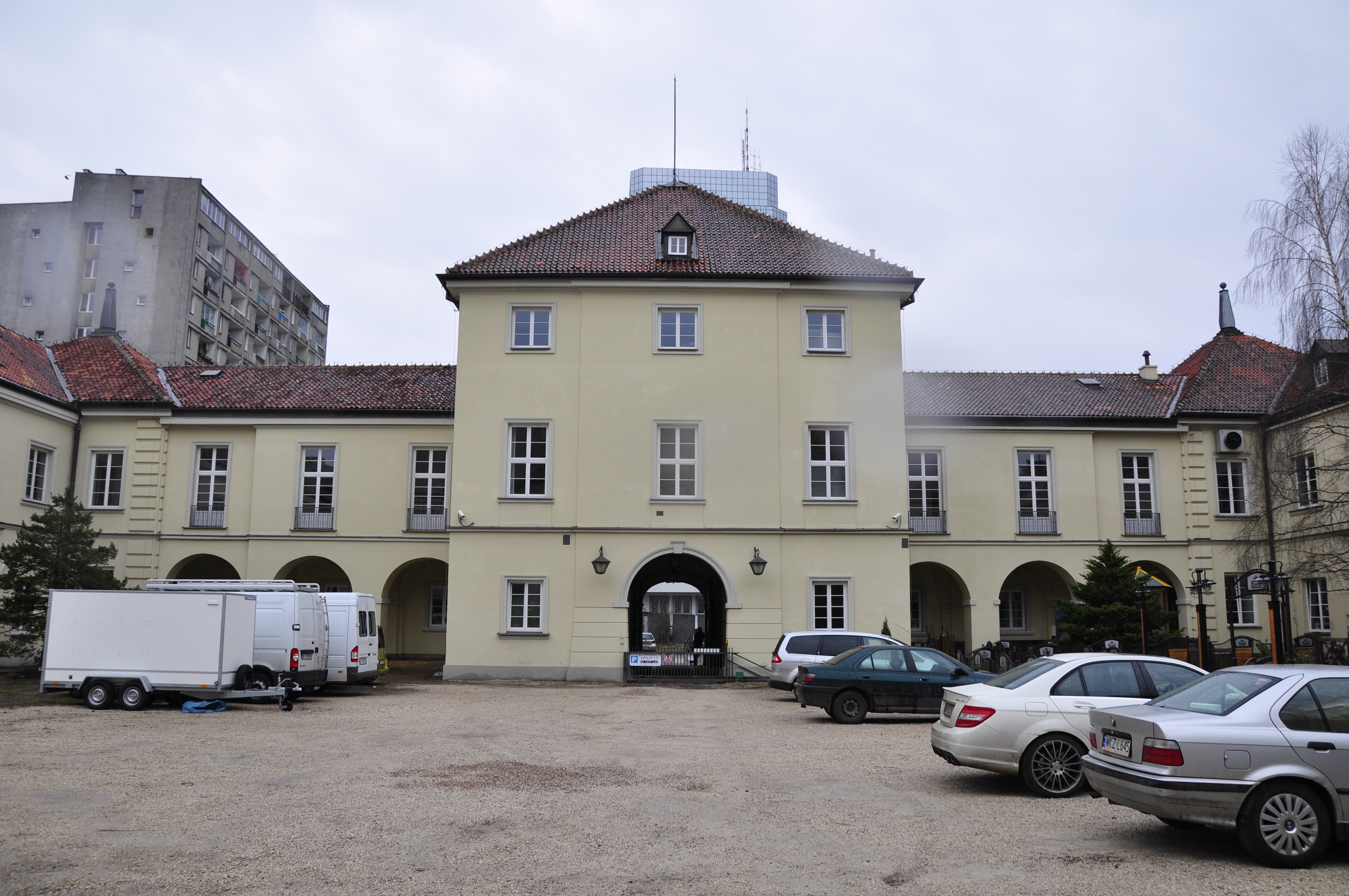
Der Innenhof im Jahr 2010 Richtung Süden